# Baby Lilly
Baby Lilly (frz. Bébé Lilly) ist eine Animationsfigur und ein Musikprojekt aus Frankreich, das zwischen 2006 und 2010 zahlreiche Charterfolge feiern konnte.

## Hintergrund
Baby Lilly entstand in Saint Ouen als Projekt des Labels Heben Music auf dem Höhepunkt einer Welle von Kinderliedern im Dance-Stil, die sich in großer Zahl in den französischen Charts platzieren konnten (z. B. Ilona Mitrecey, Schnappi, Pigloo, Pinocchio).
Lilly ist ein einjähriges blondes Baby mit großen hellblauen Augen. Im ersten computeranimierten Video zum Titel Allô Papy tanzt sie in Windeln zusammen mit ihren Spielzeugfiguren, während sie ihrem Großvater (in der deutschen Version ihrem Vater) über Telefon, SMS und Computer im Sprechgesang typische Kleinkinderfragen stellt. Der im April 2006 erschienene Song kam in Frankreich bis auf Platz 5.
Im selben Stil folgte daraufhin in regelmäßigen Abständen eine Veröffentlichung nach der anderen und von den nächsten acht Titeln konnten sich sieben in den französischen Top 10 platzieren, am erfolgreichsten war La jungle des animaux mit Platz 4. Mit einer Version des französischen Weihnachtsklassikers Petit Papa Noël war Baby Lilly auch in der Schweiz erfolgreich. Dazu erschienen von 2006 bis 2008 vier Alben, die aber allesamt weit weniger erfolgreich waren.
Nachdem Baby Lilly in Frankreich über eine halbe Million Singles verkauft hatte, exportierte man das Projekt auch in andere europäische Länder und nach Asien, wo noch einmal so viele Singles verkauft wurden. Beispielsweise in Portugal war Bebé Lilly ab Ende 2006 sehr erfolgreich und kam mit den Alben Este E O Meu Mundo und Super Bebé auf Platz 2 bzw. 14 der Albumcharts. Anfang 2008 erschien die Debüt-Single als Hallo Papi in einer deutschen Version in den deutschsprachigen Ländern. Sie konnte sich ebenso erfolgreich in den Charts platzieren wie das nachfolgende Album Meine Welt.

## Diskografie

### Alben
| Jahr | Titel                         | Höchstplatzierung, Gesamtwochen, AuszeichnungChartplatzierungen (Jahr, Titel, Platzierungen, Wochen, Auszeichnungen, Anmerkungen) | Höchstplatzierung, Gesamtwochen, AuszeichnungChartplatzierungen (Jahr, Titel, Platzierungen, Wochen, Auszeichnungen, Anmerkungen) | Höchstplatzierung, Gesamtwochen, AuszeichnungChartplatzierungen (Jahr, Titel, Platzierungen, Wochen, Auszeichnungen, Anmerkungen) | Anmerkungen |
| Jahr | Titel                         | DE | AT | FR | Anmerkungen |
| ---- | ----------------------------- | --- | --- | --- | ----------- |
| 2006 | Mon monde à moi               | — | — | FR32 Silber · (35 Wo.)FR |             |
| 2007 | Les vacances de Bébé Lilly    | — | — | FR57 (1 Wo.)FR |             |
| 2007 | Mon tour du monde à moi       | — | — | FR59 (11 Wo.)FR |             |
| 2008 | Meine Welt                    | DE44 (3 Wo.)DE | AT12 (5 Wo.)AT | — |             |
| 2008 | Les aventures de Bébé Lilly   | — | — | FR34 (22 Wo.)FR |             |
| 2009 | Drôle de planète              | — | — | FR52 (19 Wo.)FR |             |
| 2010 | Ma baby boom                  | — | — | FR71 (11 Wo.)FR |             |
| 2010 | Bébé Lilly Story              | — | — | FR145 (3 Wo.)FR |             |
| 2010 | Bébé Lilly chante Noël        | — | — | FR89 (4 Wo.)FR |             |
| 2011 | Mon best of - Chante avec moi | — | — | FR93 (7 Wo.)FR |             |
| 2011 | Mon best of à moi             | — | — | FR183 (1 Wo.)FR |             |

### Singles
| Jahr | Titel Album                                | Höchstplatzierung, Gesamtwochen, AuszeichnungChartplatzierungen (Jahr, Titel, Album, Platzierungen, Wochen, Auszeichnungen, Anmerkungen) | Höchstplatzierung, Gesamtwochen, AuszeichnungChartplatzierungen (Jahr, Titel, Album, Platzierungen, Wochen, Auszeichnungen, Anmerkungen) | Höchstplatzierung, Gesamtwochen, AuszeichnungChartplatzierungen (Jahr, Titel, Album, Platzierungen, Wochen, Auszeichnungen, Anmerkungen) | Höchstplatzierung, Gesamtwochen, AuszeichnungChartplatzierungen (Jahr, Titel, Album, Platzierungen, Wochen, Auszeichnungen, Anmerkungen) | Anmerkungen |
| Jahr | Titel Album                                | DE | AT | CH | FR | Anmerkungen |
| ---- | ------------------------------------------ | --- | --- | --- | --- | ----------- |
| 2006 | Allo papy Mon monde à moi                  | — | — | — | FR5 Silber · (23 Wo.)FR |             |
| 2006 | Les bêtises Mon monde à moi                | — | — | CH90 (2 Wo.)CH | FR8 (20 Wo.)FR |             |
| 2006 | La jungle des animaux Mon monde à moi      | — | — | — | FR4 (22 Wo.)FR |             |
| 2006 | Petit Papa Noël –                          | — | — | CH41 (4 Wo.)CH | FR5 (8 Wo.)FR |             |
| 2007 | Les cow-boys Mon monde à moi               | — | — | CH80 (3 Wo.)CH | FR6 (25 Wo.)FR |             |
| 2007 | Mon megamix à moi –                        | — | — | — | FR5 (19 Wo.)FR |             |
| 2007 | Les pirates Mon tour du monde à moi        | — | — | — | FR10 (25 Wo.)FR |             |
| 2007 | 1000 et une nuits –                        | — | — | — | FR12 (12 Wo.)FR |             |
| 2008 | Hallo Papi (deutsche Version) –            | DE34 (9 Wo.)DE | AT8 (15 Wo.)AT | — | — |             |
| 2008 | Dans l’espace Mon tour du monde à moi      | — | — | — | FR7 (24 Wo.)FR |             |
| 2008 | La changa Les aventures de Bébé Lilly      | — | — | — | FR8 (26 Wo.)FR |             |
| 2008 | Viens avec moi Les aventures de Bébé Lilly | — | — | — | FR15 (21 Wo.)FR |             |
| 2008 | Le super mégamix –                         | — | — | — | FR8 (26 Wo.)FR |             |
| 2009 | Même pas peur Les aventures de Bébé Lilly  | — | — | — | FR10 (27 Wo.)FR |             |
| 2009 | Les jeux vidéo Drôle de planète            | — | — | — | FR19 (23 Wo.)FR |             |
| 2009 | Les fantômes Drôle de planète              | — | — | — | FR20 (27 Wo.)FR |             |
| 2009 | Petit Papa Noël 2009 –                     | — | — | — | FR9 (28 Wo.)FR |             |
| 2010 | Le mégamix 2010 –                          | — | — | — | FR13 (17 Wo.)FR |             |
| 2010 | Dur dur d’être bébé –                      | — | — | — | FR15 (41 Wo.)FR |             |
| 2010 | Big bisou –                                | — | — | — | FR18 (33 Wo.)FR |             |
| 2010 | 1, 2, 3 soleil –                           | — | — | — | FR10 (17 Wo.)FR |             |

### Videoalben
- 2007: Mon Dvd A Moi (FR: Platin)
- 2009: L'Integrale Des Clips (FR: Gold)